# Bryocoris
Bryocoris är ett släkte av insekter. Bryocoris ingår i familjen ängsskinnbaggar.
Släktet innehåller bara arten Bryocoris pteridis.